# واکیجواری
واکیجواری (گرجی: ვაკიჯვარი) یک روستا در شهرداری ازورگتی ناحیه گوریا در غرب گرجستان است.